# توراس ستومبريس
توراس ستومبريس مواليد 8 يناير 1970 في كاوناس، الجمهورية الليتوانية السوفيتية الاشتراكية - الوفاة 16 أكتوبر 2004، كان لاعب كرة سلة ليتواني. بدأ مسيرته الاحترافية في سنة 1989. اعتزل اللعب في 2004. لعب مع زالغيريس لكرة السلة في الدوري الليتواني لكرة السلة ونادي أتلتاس لكرة السلة.

## روابط خارجية
- توراس ستومبريس على موقع الاتحاد الدولي لكرة السلة (الإنجليزية)
- توراس ستومبريس على موقع كرة السلة الأوروبية.كوم (الإنجليزية)
- توراس ستومبريس على موقع بروبوليرز (الإنجليزية)